# Multicultural
Multicultural è il singolo di debutto del rapper Hell Raton, pubblicato nel 2011 come unico estratto dal primo mixtape Basura Musik Vol.1.

## Video musicale
Per il brano è stato realizzato un video musicale, reso disponibile il 19 marzo 2011 sul canale YouTube di Machete.

## Remix
Il 17 giugno dello stesso anno sul canale YouTube di Machete è stato diffuso un video che mostra un remix del brano con una base Drum and bass e prodotta da Salmo. L'anno successivo il remix è stato contenuto nel mixtape della Machete Crew, Machete Mixtape.